# Borne (rivière de la Haute-Loire)
Pour les articles homonymes, voir Borne.
La Borne est une rivière française qui coule dans la Haute-Loire. Elle est un affluent de la Loire en rive gauche, et rejoint ce cours d'eau à Chadrac, près du Puy.

## Géographie
La longueur de son cours d'eau est de 48,4 km. La Borne possède un bassin versant de 428,68 km2.

### Communes et cantons traversés
Dans le seul département de la Haute-Loire, la Borne traverse dix-sept communes et sept cantons :
- dans le sens amont vers aval : Sembadel (source), Félines, Monlet, Allègre, Vernassal, Céaux-d'Allègre, Lissac, Saint-Paulien, Borne, Saint-Vidal, Polignac, Espaly-Saint-Marcel, Le Puy-en-Velay, Aiguilhe, Brives-Charensac, Chadrac, (confluence) et en face du Monteil.

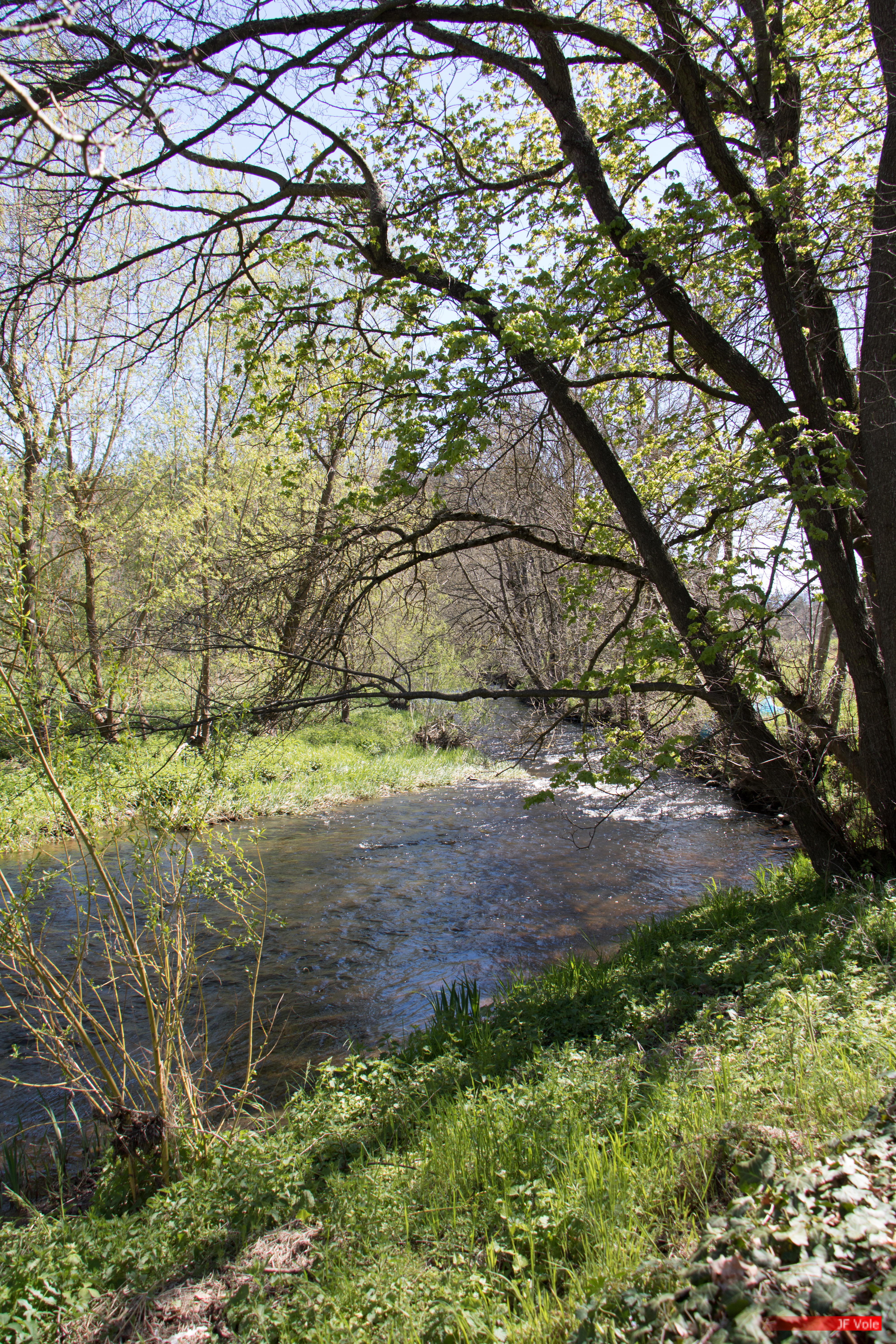
La Borne en bas du village de Borne.

Soit en termes de cantons, la Borne prend source dans le canton de La Chaise-Dieu, traverse les canton d'Allègre, canton de Saint-Paulien, canton de Loudes, canton du Puy-en-Velay-Ouest, canton du Puy-en-Velay-Est et conflue dans le canton du Puy-en-Velay-Nord, le tout dans les arrondissements de Brioude et du Puy-en-Velay.

## Affluents
La Borne a seize affluents référencés dont :
- le ruisseau du Moulin (rd) 6,3 km sur les trois communes de Monlet, Allègre, La Chapelle-Bertin avec un affluent :
  - l'Estublat (rd) 3,2 km sur les deux communes de Monlet, La Chapelle-Bertin.
- le Cheneville (rd) 6,3 km sur les trois communes de Varennes-Saint-Honorat, Allègre, Fix-Saint-Geneys avec 4 affluents.
- le Courtailloux (rg) 4,3 km sur les deux communes d'Allègre et Céaux-d'Allègre.
- le Razonnet (rd) 6,6 km sur les trois communes de Allègre, Fix-Saint-Geneys et Vernassal avec deux affluents :
  - le ruisseau de Pouzols (rd) 3,9 km sur les deux communes de Fix-Saint-Geneys et Vernassal.
- la Borne orientale (rg) 19,7 km sur quatre communes avec deux affluents dont le Chourloux.
- le Merdansou (rg) 6,7 km sur les trois communes de Céaux-d'Allègre, Lissac, Saint-Paulien.
- la Gazelle (rd) 13 km sur les quatre communes de Vazeilles-Limandre, Vernassal, Lissac et Saint-Paulien.
- le Bourbouilloux (rg) 20,5 km sur six communes avec un affluent.
- la Freycenette (rd) 13,7 km sur trois communes avec trois affluents.
- le ruisseau de Lonnac ou ruisseau de Vourzac (rd) 7,1 km sur les trois communes de Polignac, Sanssac-l'Église, Bains avec deux affluents.
- le ruisseau de Farreyrolles (rd) 4,7 km sur les quatre communes de Polignac, Sanssac-l'Église, Espaly-Saint-Marcel, et Ceyssac.
- le Ceyssac (rd) 9,9 km sur les trois communes de Espaly-Saint-Marcel, Ceyssac et Bains.
- le Dolaizon (rd) 14,8 km sur quatre communes avec un affluent.

On trouve parfois la différentiation entre Borne Orientale (source sur la commune de Félines) et Borne Occidentale (en fait la Borne), le confluent entre les deux cours d'eau se situant entre les hameaux de Darsac et de Drossac, sur la commune de Lissac.

## Hydrologie
La Borne est une rivière modérément abondante. Son débit a été observé durant une période de 65 ans (1919-1983), à Chadrac, localité du département de la Haute-Loire située au niveau de son confluent avec la Loire. Le bassin versant de la rivière y est de 428 km2 (soit sa totalité).

### La Borne à Chadrac
Le module de la rivière à Chadrac est de 3,89 m3/s.
La Borne présente des fluctuations saisonnières de débit assez modérées, comme bien souvent les affluents de la Loire issus de montagnes arrosées un peu en toutes saisons, avec des hautes eaux d'hiver portant le débit mensuel moyen à un niveau situé entre 4,43 et 5,45 m3/s, de décembre à mai inclus (avec un maximum en février et surtout en mars), et des basses eaux d'été, de juillet à septembre inclus, comportant une baisse du débit moyen mensuel jusqu'à 1,25 m3/s au mois d'août, ce qui est encore assez confortable. Mais les fluctuations sont bien plus prononcées sur de plus courtes périodes.

### Étiage ou basses eaux
À l'étiage, le VCN3 peut chuter jusque 0,320 m3/s, en cas de période quinquennale sèche, soit 320 litres par seconde, ce qui n'est pas encore trop sévère.

### Crues
Les crues peuvent être fort importantes compte tenu de la petitesse de la rivière et de l'exiguïté de son bassin. Elles sont cependant moindres que celles qui affectent les affluents de la partie occidentale du bassin de la Loire, tels la Gartempe, la Sèvre nantaise ou la Creuse. Les QIX 2 et QIX 5 valent respectivement 50 et 77 m3/s. Le QIX 10 est de 95 m3/s, le QIX 20 de 110 m3/s, tandis que le QIX 50 se monte à 130 m3/s. 

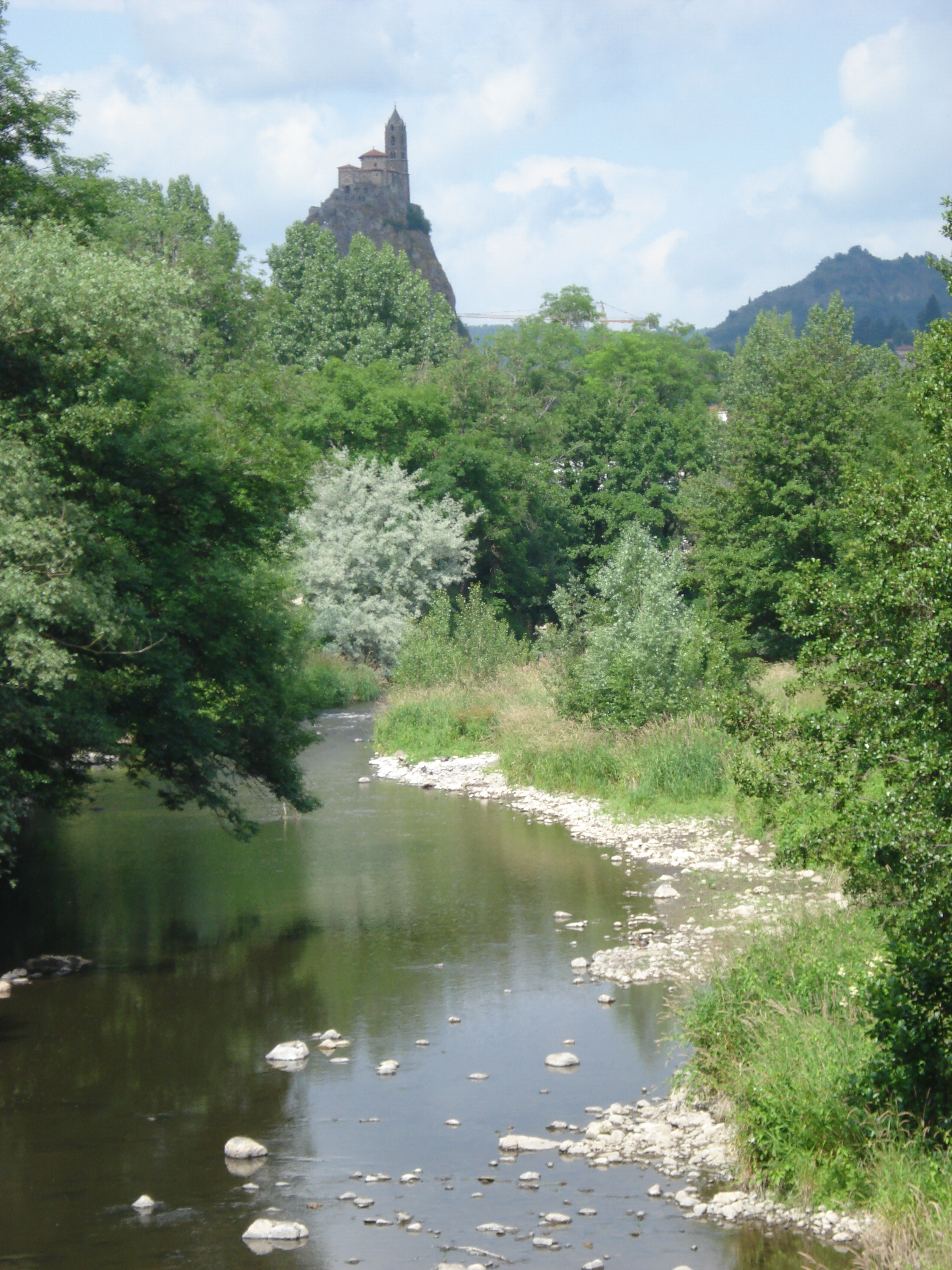
La Borne à Chadrac avec vue sur Aiguilhe.

Le débit instantané maximal enregistré à Chadrac a été de 261 m3/s le 1er octobre 1973, tandis que la valeur journalière maximale était de 164 m3/s le 25 octobre 1943. En comparant la première de ces valeurs à l'échelle des QIX de la rivière, il apparaît que cette crue était de très loin supérieure à une crue cinquantennale, certainement supérieure aussi au niveau d'une crue centennale, c'est-à-dire exceptionnelle.

### Lame d'eau et débit spécifique
La Borne est une rivière modérément abondante. La lame d'eau écoulée dans son bassin versant est de 287 millimètres annuellement, ce qui est un peu inférieur à la moyenne d'ensemble de la France, mais nettement supérieur à la moyenne du bassin de la Loire (244 millimètres). Le débit spécifique (ou Qsp) de la rivière atteint 9,1 litres par seconde et par kilomètre carré de bassin.

## Homonymie
- Ne pas confondre avec le Borne qui est un affluent de l'Arve en Haute-Savoie. (Code générique V0200540 )
- La Borne existe également et est un affluent du Chassezac, en Ardèche. (Code générique V5040580 )